# Vestignè
Vestignè – miejscowość i gmina we Włoszech, w regionie Piemont, w prowincji Turyn.
Według danych na rok 2004 gminę zamieszkiwało 858 osób, 71,5 os./km².